# Burton (nome)
Burton  è un nome proprio di persona inglese maschile.

## Varianti
- Ipocoristici: Burt[1][2]

## Origine e diffusione
Riprende il cognome inglese Burton, a sua volta derivato da uno dei qualsiasi luoghi inglesi chiamati Burton; l'etimologia è inglese antica, dagli elementi burth ("fortezza") e tūn ("città"), quindi "città fortificata".

## Onomastico
Il nome è adespota, cioè non è portato da alcun santo. Si può festeggiarne l'onomastico il 1º novembre, giorno di Ognissanti.

## Persone

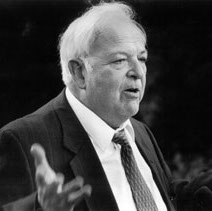
Burton Richter

- Burton C. Bell, musicista statunitense
- Burton George, regista e sceneggiatore statunitense
- Burton J. Hendrick, storico statunitense
- Burton L. King, regista, produttore cinematografico e attore statunitense
- Burton Richter, fisico statunitense
- Burton Egbert Stevenson, scrittore statunitense
- Burton Watson, traduttore statunitense

### Variante Burt

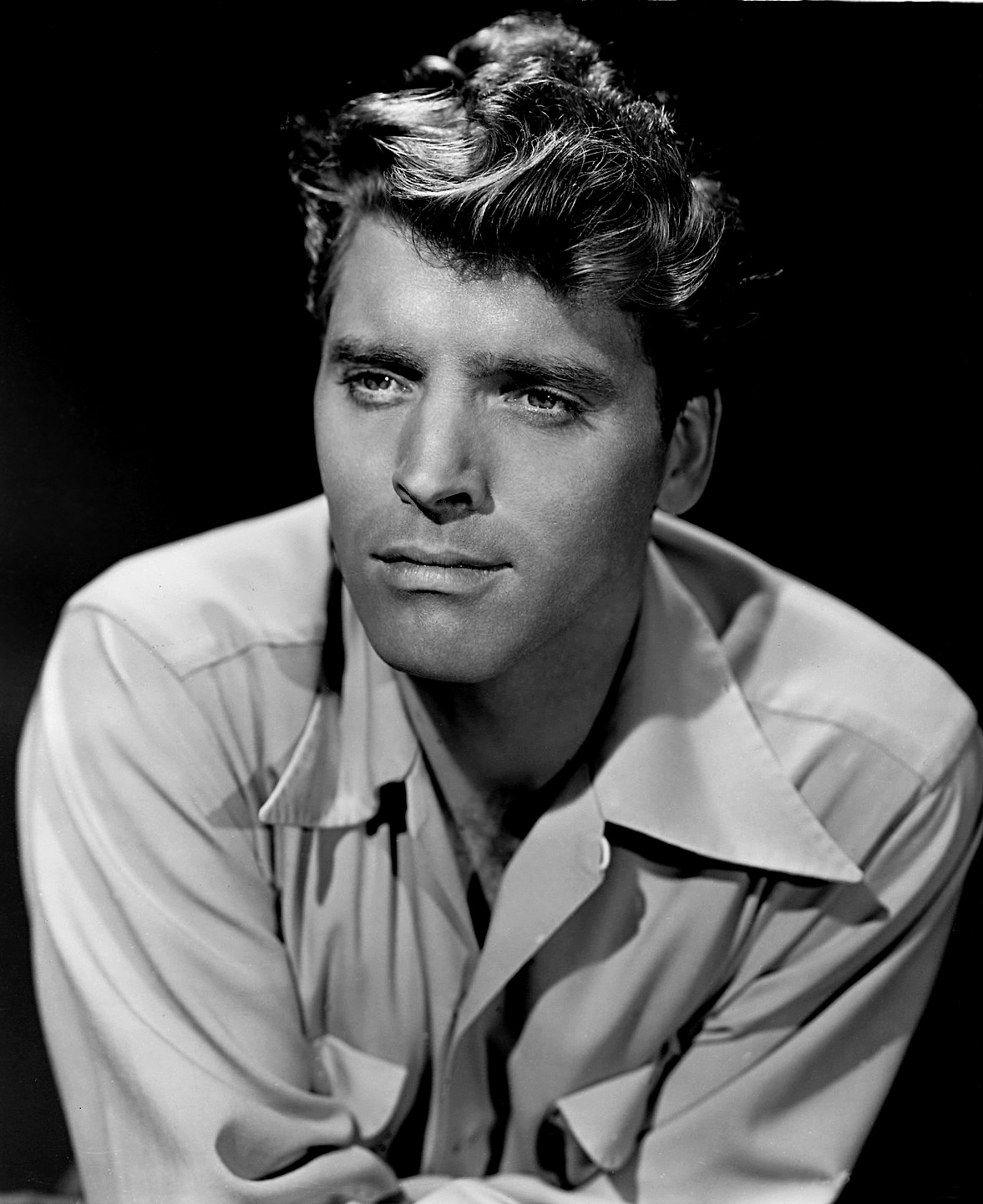
Burt Lancaster

- Burt Bacharach, pianista e compositore statunitense
- Burt Gillett, regista, animatore e sceneggiatore statunitense
- Burt Kennedy, regista e sceneggiatore statunitense
- Burt Lancaster, attore, regista e produttore cinematografico statunitense
- Burt Munro, pilota motociclistico neozelandese
- Burt Mustin, attore statunitense
- Burt Ovrut, fisico statunitense
- Burt Reynolds, attore, regista e sceneggiatore statunitense
- Burt Rutan, ingegnere statunitense
- Burt Topper, regista statunitense
- Burt Ward, attore, cantante e attivista statunitense
- Burt Young, attore statunitense

## Il nome nelle arti
- Burton Guster è un personaggio della serie televisiva Psych.
- Burt Hummel è un personaggio della serie televisiva Glee.
- Burt Wonderstone è un personaggio del film del 2013 The Incredible Burt Wonderstone, diretto da Don Scardino.
- Burt Gummer è un personaggio della serie di film Tremors e dell'omonima serie televisiva.